# Den heliga ön Okinoshima och associerade platser i Munakataregionen
Den heliga ön Okinoshima och associerade platser i Munakataregionen (神宿る島」宗像・沖ノ島と関連遺産群?) är ett världsarv som består av ön Okinoshima i sydvästra Japanska havet, en ö som betraktas som helig av utövare av den japanska religionen shinto, och ett antal associerade platser i den omgivande Munakataregionen i Fukuoka prefektur, nordvästra Kyushu, Japan. Världsarvsområdets kärnområde omfattar 98,93 ha (hektar) och buffertzonen 79 363,48 ha. Området sattes upp på Japans tentativa världsarvslista 2009 och blev inskrivet som världsarv 2017.

## Bakgrund
De tre kami i Munakata (Tagori-hime, Tagitsu-hime och Ichikishima-hime) sägs i Kojiki och Nihon Shoki vara döttrar till Amaterasu, skapade av solgudinnan av Susanoos, havets och stormens kami, svärd. Dessa tre kamis jinja, Okitsu-Miya på ön Okinoshima, Nakatsu-Miya på ön Oshima och Hetsu-Miya på Kyushu, utgör tillsammans shintohelgedomskomplexet Munakata Taisha. Inga formella helgedomsbyggnader uppfördes under tidig shinto, men på ön Okinoshima finns stenhögar eller yorishiro som visar på den tidiga vördnaden. Över 80 000 artefakter lämnades rituellt på platsen mellan 300- och 900-talet. Platserna har satts upp på listan över Japans nationalskatter. Dessa nationalskatter omfattar speglar och drakhuvuden i brons från Wei; guldringar och ryttarutrustning liknande dem som hittats i Sillagravarna i Korea; men också fragment av en glasskål från sasanidernas Persien. Munakataklanen (宗像氏?), mäktiga lokala härskare, kontrollerade lederna till kontinenten och presiderade över ritualer. De många kofun eller gravhögarna i området tros vara deras gravplatser.

## Platser
Följande platser ingår i världsarvet:
| Plats                                                                                  | Kommun   | Allmänt                                                                                      | Bild | Koordinater                                           |
| -------------------------------------------------------------------------------------- | -------- | -------------------------------------------------------------------------------------------- | ---- | ----------------------------------------------------- |
| Okinoshima 沖ノ島                                                                      | Munakata | Öns urskog är ett naturmonument och ön utgör ett viltreservat.                               |      | 34°14′48″N 130°06′15″Ö / 34.24676121°N 130.10412967°Ö |
| Munakata Taisha - Okitsu-Miya 宗像神社境内 沖津宮 Munakata Jinja keidai - Okitsumiya   | Munakata | På ön Okinoshima; här vördas Tagori-hime (田心姫神?); Munakata Taisha är en historisk plats. |      | 34°14′29″N 130°06′14″Ö / 34.241448°N 130.103853°Ö     |
| Munakata Taisha - Nakatsu-Miya 宗像神社境内 中津宮 Munakata Jinja keidai - Nakatsumiya | Munakata | På ön Oshima; här vördas Tagitsu-hime (湍津姫神?)                                            |      | 33°53′49″N 130°25′56″Ö / 33.896992°N 130.432222°Ö     |
| Munakata Taisha - Hetsu-Miya 宗像神社境内 辺津宮 Munakata Jinja keidai - Hetsumiya     | Munakata | På ön Kyushu; här vördas Ichikishima-hime (市杵島姫神?)                                      |      | 33°49′52″N 130°30′52″Ö / 33.831089°N 130.514347°Ö     |

### Fotnoter
1. 1 2 3 4  ”Okinoshima Island and Related Sites in Munakata Region” (på engelska). Unescos världsarvscenter. http://whc.unesco.org/en/tentativelists/5400/. Läst 2 december 2012.
2. 1 2 3   The Cambridge History of Japan I: Ancient Japan. Cambridge University Press. 1993. sid. 312-6. ISBN 0-521-22352-0
3. ↑  Aston, W.G (1972 (1896)). Nihongi: Chronicles of Japan from the Earliest Times to A.D. 697. "I". Tuttle. sid. 37. ISBN 0-8048-0984-4
4. ↑  Watanabe Yasutada (1974). Shinto Art: Ise and Izumo Shrines. Weatherhill. sid. 125. ISBN 0-8348-1018-2
5. ↑  ”福岡県宗像大社沖津宮祭祀遺跡出土品 / Framgrävda artefakter från riter vid Munakata Taisha Okitsu-Miya” (på japanska). Agency for Cultural Affairs. Arkiverad från originalet den 4 mars 2016. https://web.archive.org/web/20160304090629/http://kunishitei.bunka.go.jp/bsys/maindetails.asp?register_id=201&item_id=862. Läst 28 juni 2012.
6. ↑  ”伝福岡県宗像大社沖津宮祭祀遺跡出土品 / Excavated Artefacts attributed to Rites at Munakata Taisha Okitsu-no-Miya” (på japanska). Agency for Cultural Affairs. Arkiverad från originalet den 4 mars 2016. https://web.archive.org/web/20160304090629/http://kunishitei.bunka.go.jp/bsys/maindetails.asp?register_id=201&item_id=862. Läst 28 juni 2012.
7. ↑  ”沖の島原始林 / Primeval Forest of Okinoshima” (på japanska). Agency for Cultural Affairs. Arkiverad från originalet den 20 oktober 2013. https://web.archive.org/web/20131020111206/http://kunishitei.bunka.go.jp/bsys/maindetails.asp?register_id=401&item_id=2610. Läst 28 juni 2012.
8. ↑  ”国指定沖ノ島鳥獣保護区 / Okinoshima National Wildlife Protection Area” (på japanska). Japans miljöministerium. http://www.env.go.jp/info/iken/h150924f/h150924f.html. Läst 28 juni 2012.
9. ↑  ”宗像神社境内 / Munakata Jinja Precinct” (på japanska). Agency for Cultural Affairs. Arkiverad från originalet den 3 mars 2016. https://web.archive.org/web/20160303230244/http://kunishitei.bunka.go.jp/bsys/maindetails.asp?register_id=401&item_id=2661. Läst 28 juni 2012.
10. ↑  ”宗像神社辺津宮本殿 / Munakata Jinja Hetsu-no-Miya Honden” (på japanska). Agency for Cultural Affairs. Arkiverad från originalet den 4 mars 2016. https://web.archive.org/web/20160304042415/http://kunishitei.bunka.go.jp/bsys/maindetails.asp?register_id=102&item_id=3487. Läst 28 juni 2012.
11. ↑  ”宗像神社辺津宮拝殿 / Munakata Jinja Hetsu-no-Miya Haiden” (på japanska). Agency for Cultural Affairs. Arkiverad från originalet den 4 mars 2016. https://web.archive.org/web/20160304045220/http://kunishitei.bunka.go.jp/bsys/maindetails.asp?register_id=102&item_id=3488. Läst 28 juni 2012.